# Елиньская, Мартина
Мартина Елиньская (пол. Martyna Jelińska; род. 5 мая 1992, Торунь) —  польская фехтовальщица на рапирах.

## Карьера
В августе 2013 года выступила на первом в её карьере чемпионате мира по фехтованию, проиграв в первом раунде более опытной и титулованной спортсменке Аиде Мохамед.
Летом 2016 года выступила на первом для себя в карьере чемпионате Европы, на котором во втором раунде проиграла чешке Доминике Дубовой и покинула турнир. В следующем году приняла участие на Летней Универсиаде, где завоевала бронзу в командной рапире.
Летом 2021 года выступала на олимпийских соревнованиях в индивидуальной рапире, на которых пробилась в 1/16 финала, где проиграла россиянке Инне Дериглазовой, ставшей по итогам турнира серебряным призёром.